# 예스페르 린스트룀
예스페르 그렝에 린스트룀(덴마크어: Jesper Grænge Lindstrøm, 2000년 2월 29일 ~)는 덴마크의 축구 선수로 현재 이탈리아 세리에 A의 나폴리에서 분데스리가의 VfL 볼프스부르크로 임대되어 활약 중이다. 포지션은 미드필더이다.